# وروا، استان چرنیهیو
وروا، اوکراین (به لاتین: Varva, Ukraine) یک سکونتگاه مسکونی در اوکراین است.

## خصوصیات
وروا ۸٬۸۰۰ نفر جمعیت دارد.